# Ремишевский, Виктор Брониславович
Виктор Брониславович Ремишевский (5 июня 1957) — советский и российский живописец, график, автор объектов и инсталляций, художник книги, педагог.

## Биография
Окончил художественно-графический факультет Одесского педагогического института им. К. Д. Ушинского, (1976—1980); затем, факультет графики ИЖСА им. Репина (1982—1988); дипломная работа — серия станковых графических листов «Портреты мореплавателей-первооткрывателей Северного морского пути». Впоследствии, прошёл курс Основы практической деятельности в области современного искусства (Муниципальный центр дополнительного образования СПбГУ, 1999—2000). Член секции графики СПб Союза художников России (с 1991) и Союза художников ЮНЕСКО (с 1995). Участник квартирных выставок в Одессе (с 1979), многочисленных выставок в России и за рубежом (с 1982). Основатель (2001) и директор художественной резиденции ГЦСИ (Кронштадт, 2001—2008). Дипломант ежегодного Всероссийского конкурса современного искусства Инновация Министерства культуры РФ, номинация «За творческий вклад в развитие современного искусства» (Москва, 2006). Как создатель крупноформатных арт-объектов Виктор Ремишевский работает с металлом, деревом, стеклом. Работает в области книги художника, в частности, он является участником ряда крупных групповых изданий в формате КХ: Маяковский—Манифест (2014), ПтиЦЫ и ЦЫфры (2015), Город как субъективность художника (2020). В последние годы художник Сотрудничает с DIDI Gallery (СПб); участник ярмарки современного искусства Cosmoscow (2020).
Живёт и работает в Кронштадте.

## Галерея

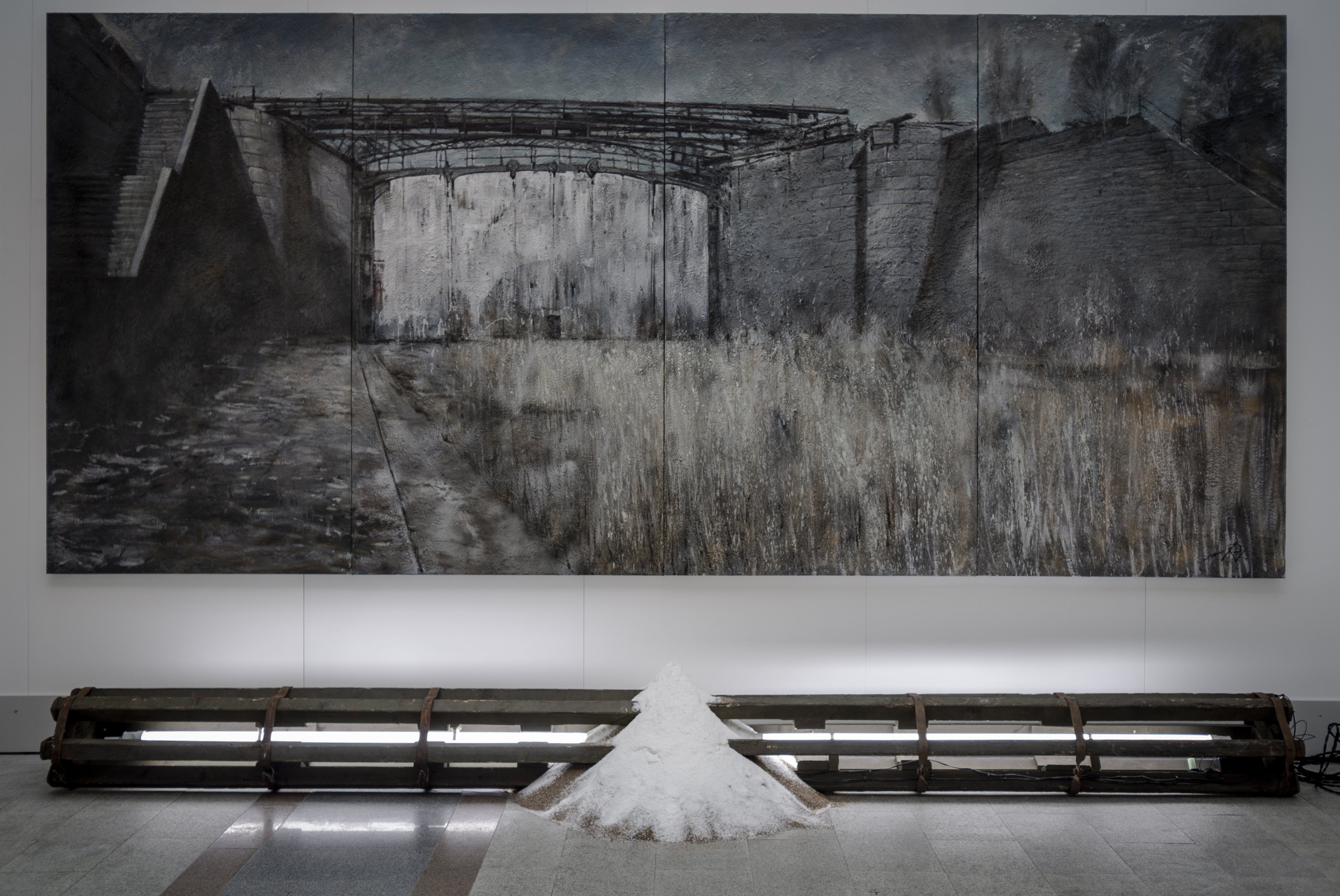
Кронштадт-Сухой док. 2020. 440 х 200 см, энкаустика, х., масло, ящик от РГБ, люминесцентная лампа, соль, песок. Галерея DiDi. Cosmoscow. Мск.
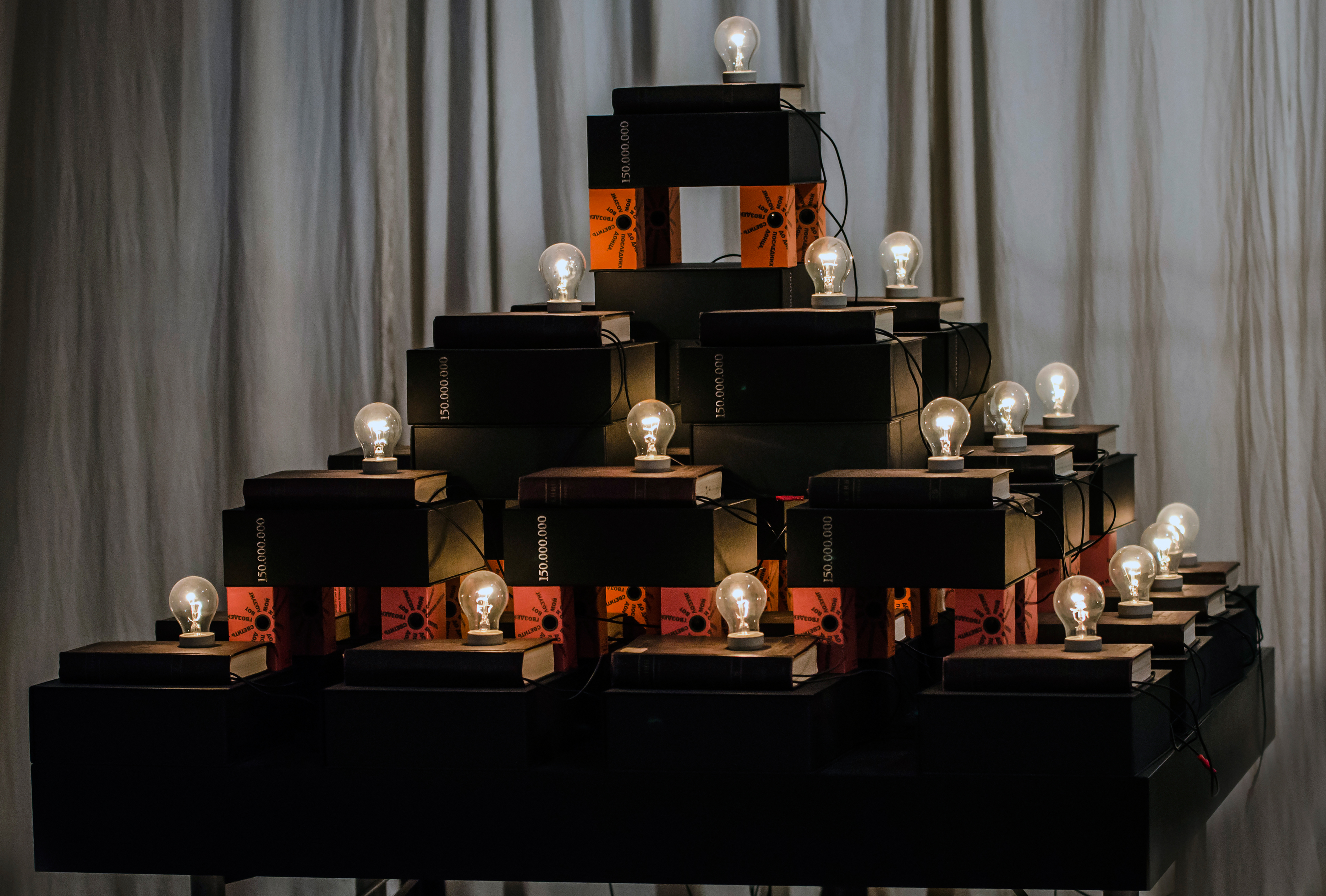
Зиккурат (инсталляция). МИСП XX-XXI веков. 2018. СПб.
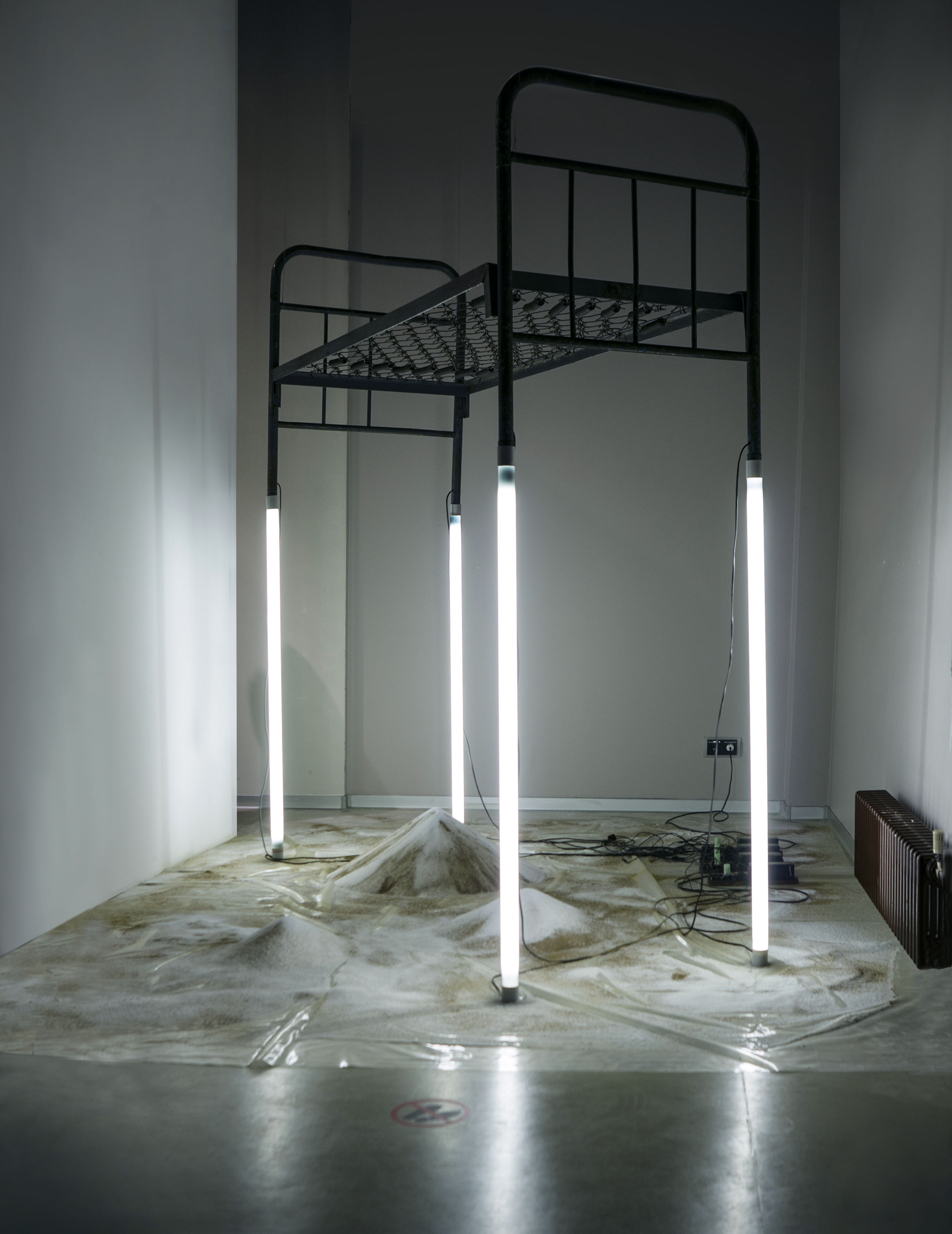
Сон Фрейда (инсталляция). Эрарта. 2018. СПб.
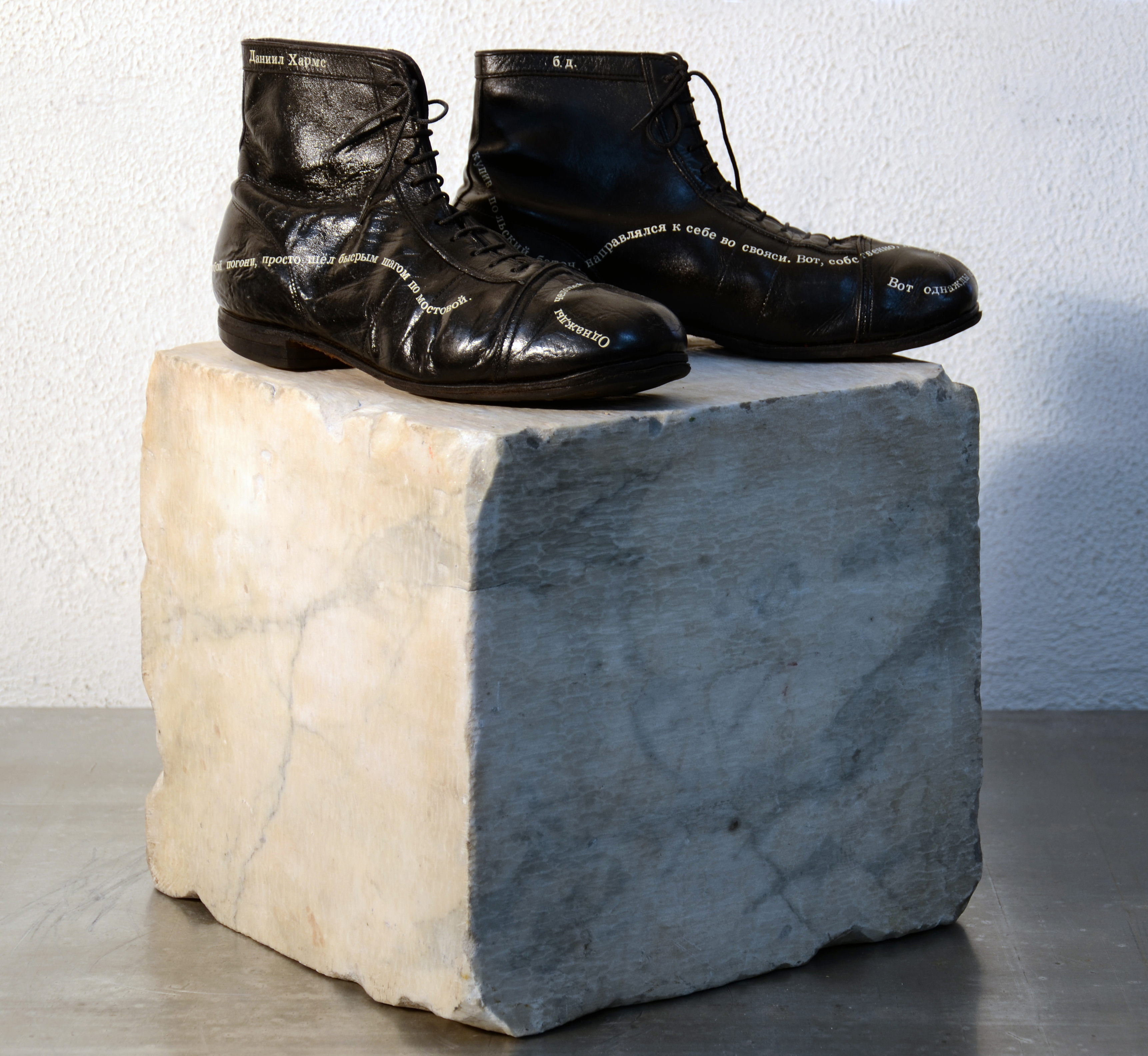
Один человек гнался за другим... (Даниил Хармс). 2001. Выставка Книга скульптора. Государственный Русский музей. 2018. СПб.
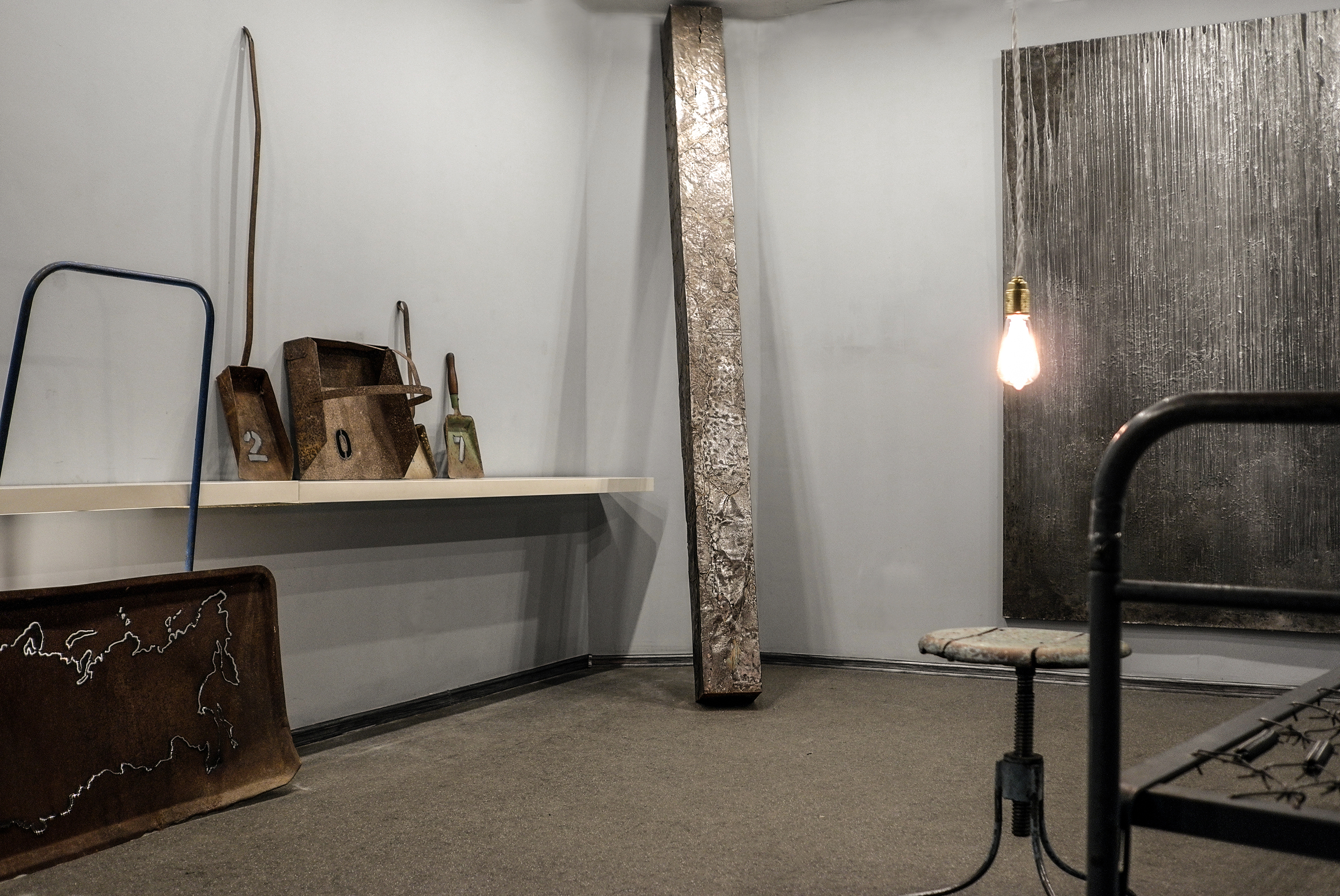
Инсталляция СОВОК 1917-2017. Ночь музеев. Галерея Лампа/ Пушкинская-10. 2017. СПб.
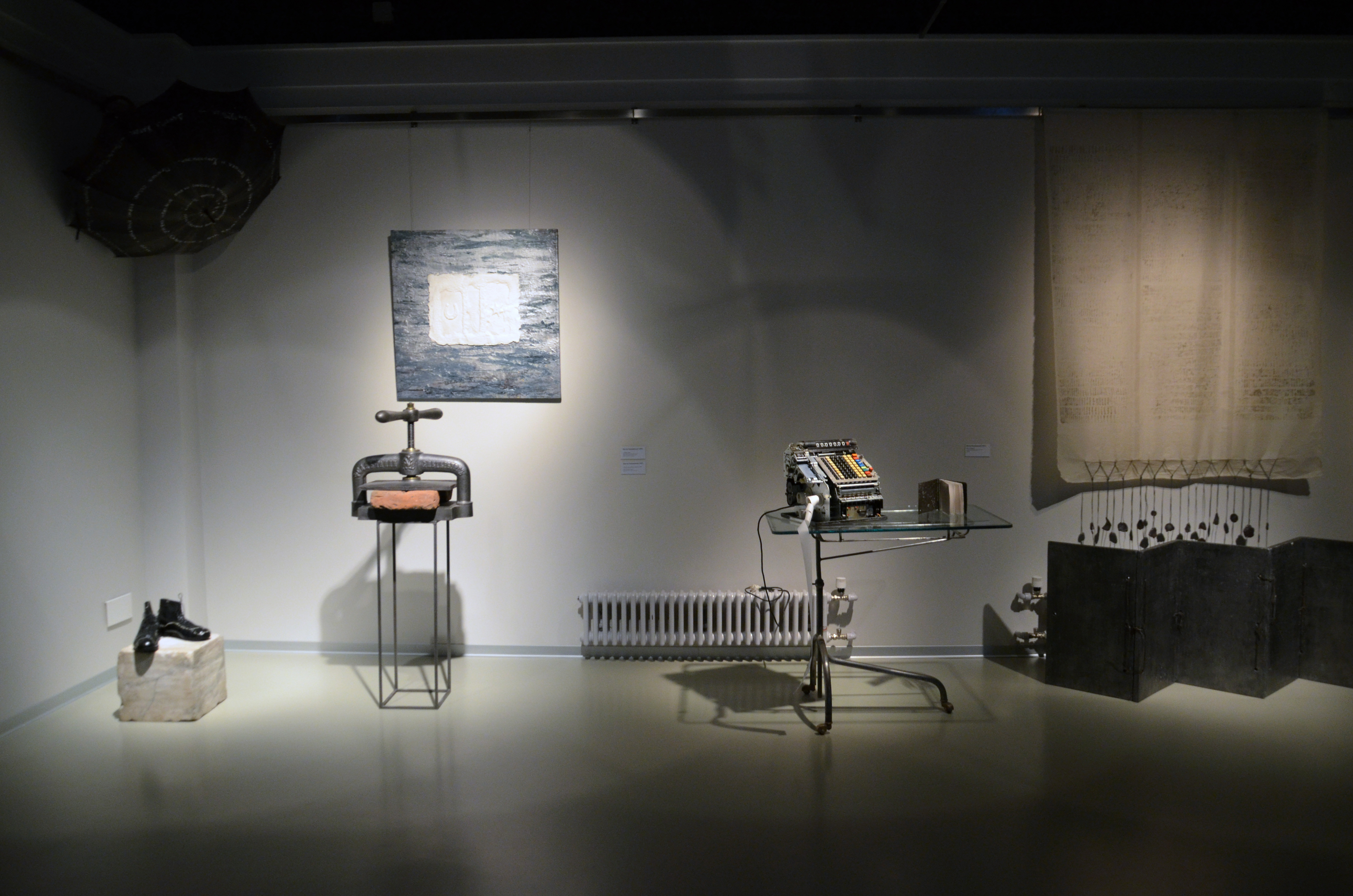
Книги-объекты. Музей книга художника. Эрарта. 2011. СПб.
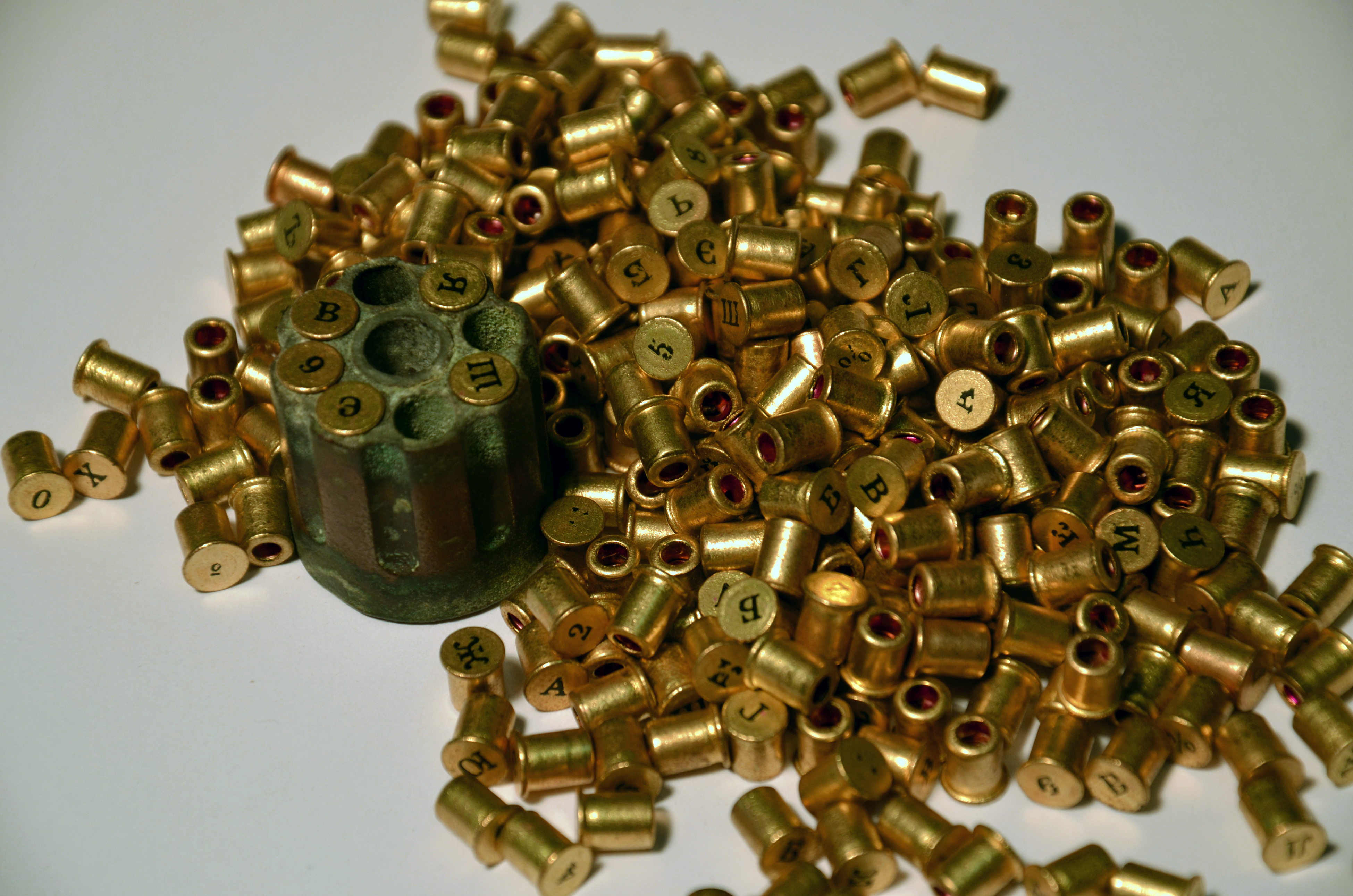
Русская рулетка (книжный объект), 1999. Выставка Книга как объект. Музей А. Ахматовой. 2002. СПб.

## Музейные собрания

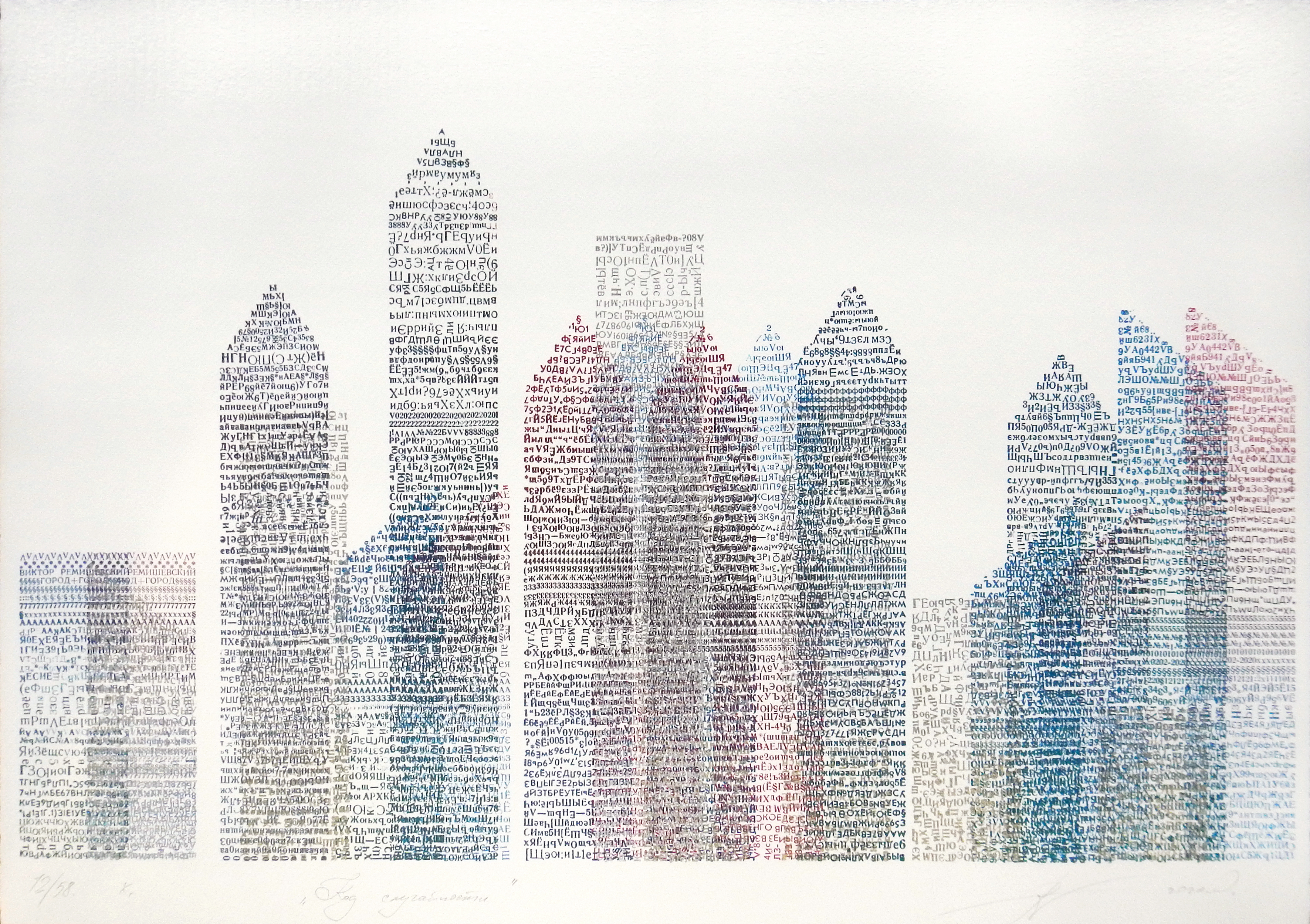
Код случайности (для проекта Город как субъективность художника). 2019—2020, 420×594 мм, бумага, высокая цветная печать с авторских наборных форм

- Эрмитаж. Научная библиотека, Сектор редких книг и рукописей (Санкт-Петербург)[11];
- Государственный Русский музей. Отдел гравюры XX-XXI веков (Санкт-Петербург);
- ГМИИ им. Пушкина. Научная библиотека, Сектор редких книг (Москва);
- Российский государственный музей Арктики и Антарктики (Санкт-Петербург);
- Государственный музей В. В. Маяковского. (Москва);
- Музей современного искусства «Гараж». Коллекция книги художника. (Москва).
- Российская национальная библиотека. Отдел эстампов и фотографий РНБ (Санкт-Петербург);
- Государственный музей истории Санкт-Петербурга;
- Саксонская земельная библиотека. Фонд Книги художника (Дрезден. Германия);
- Баварская государственная библиотека (Мюнхен. Германия);
- Museum der Arbeit (Гамбург. Германия);
- Берлинская государственная библиотека (Германия);
- Музей Клингшпора. Музей искусства книги и шрифта (Оффенбах-ам-Майн. Германия);
- Музей славистики Кельнского университета (Кельн. Германия);
- Музей Нансена и Амундсена (Осло, Норвегия);
- Городской музей (Ловииса. Финляндия);
- МоМА/ Музей современного искусства (Нью-Йорк. США);
- Библиотека Принстонского университета (Принстон. США);
- Музей ван Аббе. LS (Альберт Лемменс & Серж Стоммелс) коллекция русской Книги художника Эйндховен (Нидерланды)[12];
- Британская библиотека (Лондон. Англия);
- Музей API (Женева. Швейцария).